# 青土湖
青土湖是中国甘肃省民勤县北部一座曾經干涸的湖泊，地处巴丹吉林沙漠和腾格里沙漠的交界，是石羊河的尾闾湖。古称潴野泽、百亭海，是《尚书·禹贡》记载的11个大湖之一，在西汉时期，青土湖面积达4000平方公里，仅次于青海湖；隋朝时分为东、西二海，面积为1300平方公里；明清时期萎缩严重，最大水域面积为400平方公里。1959年，青土湖彻底干涸。成为民勤北部最大的沙区，并且形成了长达13公里的风沙线。2007年中国政府实施了石羊河流域重点治理规划，投入47亿余元，对流域进行治理。从2010年9月份开始，从红崖山水库给青土湖注水1300万立方米，入湖860万立方米，形成了3平方公里的湖面。
2019年，青土湖水域面積恢復到26.7平方公里。

## 外部網站
- 干涸的猪野泽，重生的青土湖——民勤引水治沙效果显著 （页面存档备份，存于）